# 에밀리 어택
에밀리 어택(Emily Atack, 1989년 12월 18일 ~ )은 잉글랜드의 배우이다.

## 출연 작품
- 이비자 언데드 - 리즈 역
- 노인 부대
- 로스트 인 플로렌스
- 라이즈 위 텔
- 아이언 스카이: 더 커밍 레이스
- 송버드